# 佐野圭亮
佐野 圭亮（さの けいすけ、1967年10月15日 - ）は、日本の俳優。俳優・里見浩太朗の息子。

## 来歴・人物
京都府京都市出身（里見が当時京都を拠点に活動していたため）。父の影響で、明治大学付属中野高等学校時代から俳優を志し、父に相談するが猛反対を受ける。しかしその意志は固く、桐朋学園短期大学演劇科に入学。卒業後、難関を突破し俳優座の研究生になった。
1990年1月、新春時代劇スペシャル「樅の木は残った」で、父と共演しデビュー。翌年には、初舞台「波-わが愛」の演技を今井正監督に認められる。
1991年9月、「戦争と青春」で銀幕デビューを果たす。この作品で、オリーブ新人俳優賞と第15回日本アカデミー賞新人俳優賞を受賞。その後、テレビ・舞台と様々なジャンルの芝居に挑戦。
父と族父（父の又従兄）の佐野浅夫が出演した作品である時代劇・水戸黄門にもゲスト出演した。
新日本舞踊「正藤流」では、幹部師範としても活躍している。
プライベートでは多趣味多芸で、空手初段という腕の持ち主であり、日本舞踊や社交ダンス、ゴルフ、スキューバダイビングも得意。また、アニメ鑑賞やプラモデル作りにも熱心である。宅地建物取引士の資格を持つ。妻は女優のおおたにまいこ。

## 出演

### 映画
- 戦争と青春（1991年） - 風見和夫 役

### テレビドラマ
- 樅ノ木は残った（1990年1月2日、日本テレビ）
- 年末時代劇スペシャル（日本テレビ）
  - 「勝海舟」（1990年12月30日・31日） - 勝小鹿
  - 「風林火山」（1992年12月31日） - 武田義信
- 江戸を斬るVIII 丈吉 （父と共演）
- 水戸黄門（TBS / C.A.L）
  - 第20部 第23話「お助け母さんひえつき節 -宮崎-」（1991年4月15日） - 友太郎
  - 第23部 第33話「京の都の恋友禅 -京-」（1995年3月27日） - 新太郎
  - 第24部 第14話「波瀾万丈!薩摩の対決 -鹿児島-」（1995年12月18日） - 桂木隼人
  - 第25部 第13話「若様の水門破り -高松-」（1997年3月17日） - 松平頼豊
  - 第26部 第11話「拾った赤子が恩返し -霧島-」（1998年4月27日） - 伊助
  - 第27部 第28話「嫁を取るか家訓を取るか -伊勢崎-」（1999年10月4日） - 太郎吉
  - 第29部 第13話「少年よ大志を抱け！ -大聖寺-」（2001年6月25日） - 茂平次
  - 第31部 第18話「消えた御老公 -福山-」（2003年2月24日） - 善太郎
  - 水戸黄門 スペシャル（2015年6月29日） - 神原三十郎
- 大岡越前 第11部 〜 第15部、ナショナル劇場50周年記念特別企画スペシャル（TBS / C.A.L） - 片瀬堅太郎
- 銭形平次 (北大路欣也版) 第1シリーズ 第14話「盗まれた仏像」（1991年、フジテレビ） - 千太郎
- HOTEL（1991年-1997年、TBS） - 河合辰夫役
- 闇を斬る!大江戸犯科帳 第17話「人情裁き! 裏表二人奉行」（1993年、日本テレビ・ユニオン映画） - 義太郎
- 月曜ドラマスペシャル（TBS）
  - 美しき悪女の伝説 黒蜥蜴（1993年1月25日）
  - 一色京太郎事件ノートシリーズ（TBS） - 高見直也
- 大忠臣蔵（1994年、TBS） - 磯貝十郎左衛門
- 江戸の用心棒 第1シリーズ 第24話「あばかれた秘密」（1995年、日本テレビ・ユニオン映画） - 浅太郎
- 痛快!三匹のご隠居 第4話「一升飯を食う女 腹が減っては仇討ちできぬ」（1999年11月11日） - 山辺一蔵
- 金曜エンタテイメント / 赤い霊柩車16（2002年、フジテレビ） - 渡辺刑事
- 月曜ミステリー劇場
  - 森村誠一サスペンス 棟居刑事シリーズ4「復讐」（2004年）
- 水曜ミステリー9（テレビ東京）
  - 「信濃のコロンボ事件ファイル アリスの騎士〈ナイト〉」（2005年）
  - 「信州山岳刑事 道原伝吉 北アルプス殺人行」 （2014年5月28日） - 井川大輔
- 土曜ワイド劇場（テレビ朝日）
  - 温泉若おかみの殺人推理12 (2003年) - 本郷進役
  - ヤメ検の女 （2009年11月14日）
  - 交渉人 遠野麻衣子・最後の事件 （2010年6月26日）
  - 遺品の声を聴く男 （2013年5月25日）
  - 100の資格を持つ女〜ふたりのバツイチ殺人捜査〜10（2015年） - 小林和樹
  - 「広域警察8」（2017年） - 水戸浩司
- 信長の棺（2006年、テレビ朝日） - 前田利家
- 月曜ゴールデン / 唄（2006年、TBS）
- お江戸吉原事件帖第8話「吉原炎上!最後の仇討ち」（2007年、テレビ東京） - 備前屋
- チーム・バチスタの栄光（2008年、関西テレビ） - 曳地敦夫
- 行列48時間（2009年、NHK総合） - 松崎刑事役
- サラリーマン金太郎2（2010年2月、テレビ朝日）
- Mother（2010年、日本テレビ） - 児童相談所の職員
- チーム・バチスタ2　ジェネラル・ルージュの凱旋（2010年6月1日、関西テレビ） - 曳地敦夫
- 美しい隣人 （2011年1月 - 3月、関西テレビ） - 鳥飼
- 悪党〜重犯罪捜査班（2011年2月25日、朝日放送） - 宮原栄作
- 俺の空 刑事編 第7話（2011年12月4日、テレビ朝日） - 編集長
- BS時代劇 陽だまりの樹（2012年5月18日、NHK BSプレミアム） - 吉田作ヱ門
- 匿名探偵 第2話（2012年10月19日、テレビ朝日） - 闇医者役
- 金曜プレステージ / 松本清張没後20年特別企画 疑惑（2012年11月9日、フジテレビ） - 田代
- 雲の階段（2013年4月 - 6月、日本テレビ） - 石黒俊彦 役
- ドラマスペシャル / 事件救命医〜IMATの奇跡〜（2013年10月6日、テレビ朝日） - 澤野仁
- 天国の恋 第40話-第42話（2013年12月、東海テレビ・フジテレビ系列） - 越谷
- 戦力外捜査官 第6話（2014年2月15日、日本テレビ） - 佐渡博雅役
- 新春ワイド時代劇 / 大江戸捜査網2015〜隠密同心、悪を斬る!（2015年1月2日、テレビ東京） - 佐野善左衛門
- 青春探偵ハルヤ〜大人の悪を許さない!〜 第4話（2015年11月5日、読売テレビ） - 久本
- 日曜ワイド 「庶務行員 多加賀主水が許さない」（2017年） - 鎌倉春夫
- 大富豪同心（2019年） - 金太

### ウェブドラマ
- 特命係長只野仁（2017年、AbemaTV） - 千田（電王堂デザイン部 部長）役

### 舞台
- 放浪記（2015年、シアタークリエ ほか） - 香取恭助